# Frédéric Migayrou
Frédéric Migayrou, né le 23 février 1962, est un critique d'art et d'architecture, ainsi qu'un conservateur de musée et écrivain français. En 2020, il a occupé plusieurs postes au Centre Pompidou : « conservateur en chef des collections architecture et design » du même musée, puis directeur-adjoint du musée national d'Art moderne.

## Biographie
Frédéric Migayrou naît en 1962. Il a une formation en philosophie.
Dans les années 1990, il participe, avec Marin Kasimir, à l'exposition La Description de l'Arche, sur l'axe historique de Paris du Louvre à La Défense.
En 1996, il est commissaire de la participation française à la Mostra de Venise.
De 2000 à 2020, il est directeur-adjoint du musée national d'Art moderne du Centre Pompidou,. Il y développe notamment une collection d'architecture japonaise.
De 2011 à 2020, il est Chair Professor, professeur d'architecture à la Bartlett School of Architecture, University College London (U.C.L) partie de l'université de Londres.
En 2017, il est commissaire de l'exposition Japan-ness, au Centre Pompidou-Metz.
En 2021, il est commissaire de l'exposition Aerodream architecture du Centre Pompidou-Metz,.

## Distinctions
Il est nommé officier des Arts et des Lettres en 2005 et promu commandeur en 2011.
En décembre 2006, il est élu correspondant de l'Académie des Beaux-Arts de France.

## Publications
- 2009 : L'enjeu capital(es) : Les métropoles de la grande échelle, Bibliothèque publique d'information du Centre Pompidou.  (ISBN 2844264328)
- 2010 : Frederic Migayrou (dir.), Francis Rambert (dir.), Claude Parent : L'œuvre construite, l'œuvre graphique, HYX.  (ISBN 978-2-910385-61-3)
- 2010 : De Stijl (1917-1931), Bibliothèque publique d'information du Centre Pompidou.  (ISBN 2844264581)
- 2010 : Brigitte Léal, Frédéric Migayrou et Aurélien Lemonier, Mondrian / De Stijl, Paris, Éditions du Centre Pompidou, 60 p. (ISBN 978-2-84426-452-7)
- 2011 : Jakob & MacFarlane, Les docks, Hyx.
- 2011 : Françoise Guichon (dir.), Frédéric Migayrou (dir.), Xavier de Jarcy et al., 100 chefs-d’œuvre du design : dans les collections du Centre Pompidou, Paris, Centre Pompidou, septembre 2011, 120 p. (ISBN 978-2-84426-474-9)
- 2012 : La Tendenza : Architectures italiennes 1965-1985, Bibliothèque publique d'information du Centre Pompidou.  (ISBN 2844265707)
- 2013 : Marie-Ange Brayer, Frédéric Migayrou (dir), et al., Naturaliser l'architecture - Archilab 2013, Hyx.  (ISBN 978-2-910385-82-8)
- 2014 : Aurélien Lemonier et Frédéric Migayrou, Bernard Tschumi, Bibliothèque publique d'information du Centre Pompidou.  (ISBN 2844266495)
- 2014 : Frédéric Migayrou (dir.), Frank Gehry. La fondation Louis Vuitton, HYX.  (ISBN 2910385892)
- 2014 : Frank Gehry, Bibliothèque publique d'information du Centre Pompidou.  (ISBN 2844266835)
- 2015 : Frédéric Migayrou et Olivier Cinqualbre, Le Corbusier, mesures de l'homme, Bibliothèque publique d'information du Centre Pompidou.  (ISBN 2844266991) (catalogue d'exposition)
  - (en) Olivier Cinqalbre (dir.) et Frédéric Migayrou (dir.), Le Corbusier - The Measures of Man, 2015, University of Chicago Press  (ISBN 9783858817686)
  - (de) Frédéric Migayrou (dir.) et Olivier Cinqalbre (dir.), Le Corbusier - Die menschlichen Masse, 2015, University of Chicago Press  (ISBN 9783858814692)
- 2018 : Tadao Ando : Le défi, Flammarion  (ISBN 2081445778)